# جبل نطفاء
جبل نطفاء  من جبال السروات، أحد أعلى جبال السعودية، يقع في الجهة الغربية من مركز الحرجة في بمنطقة عسير. ويبلغ ارتفاعه 2,965 م (9,728 قدم)*.